# Ngũ vị tử hoa to
Ngũ vị tử hoa to (danh pháp: Schisandra grandiflora) là một loài thực vật có hoa trong họ Schisandraceae. Loài này được (Wall.) Hook.f. & Thomson miêu tả khoa học đầu tiên năm 1872.